# Fabio Fognini
Fabio Fognini (n. 24 mai 1987, San Remo, Liguria, Italia) este un fost jucător profesionist de tenis din Italia. Cea mai bună clasare a sa la simplu este locul 9 mondial, la 15 iulie 2019. Cea mai de succes suprafață a lui Fognini este zgura, unde a câștigat opt din cele nouă titluri ATP la simplu, în special la Monte-Carlo Masters 2019.  De asemenea, a ajuns în sferturile de finală ale Openului Francez din 2011. Împreună cu Simone Bolelli, Fognini a câștigat Australian Open 2015 la dublu, devenind prima pereche masculină integral italiană care a câștigat un titlu de Grand Slam în Era deschisă.

## Viața personală
Din 2014, Fognini are o relație cu compatriota italiană Flavia Pennetta, o jucătoare de tenis retrasă care a câștigat titlul de simplu la US Open 2015. Cuplul s-a logodit în 2015 și s-a căsătorit la Ostuni pe 16 iunie 2016. Fiul lor s-a născut în 2017. Al doilea copil, o fiică, s-a născut în 2019. În 2021 Pennetta a născut cel de-al treilea copil, la Barcelona, Spania.

## Rezultate

### Finale semnificative

#### Grand Slam: Dublu
| Rezultat | An   | Turneu          | Suprafață | Partner        | Adversari                           | Scor     |
| -------- | ---- | --------------- | --------- | -------------- | ----------------------------------- | -------- |
| Câștigat | 2015 | Australian Open | Dură      | Simone Bolelli | Pierre-Hugues Herbert Nicolas Mahut | 6–4, 6–4 |

#### Masters 1000: Simplu
| Rezultat | An   | Turneu              | Suprafață | Adversar      | Scor     |
| -------- | ---- | ------------------- | --------- | ------------- | -------- |
| Câștigat | 2019 | Monte-Carlo Masters | Zgură     | Dušan Lajović | 6–3, 6–4 |

#### Masters 1000: Dublu
| Rezultat | An   | Turneu               | Suprafață | Partner        | Adversari                  | Scor                  |
| -------- | ---- | -------------------- | --------- | -------------- | -------------------------- | --------------------- |
| Pierdut  | 2015 | Indian Wells Masters | Hard      | Simone Bolelli | Jack Sock Vasek Pospisil   | 4–6, 7–6(3–7), [7–10] |
| Pierdut  | 2015 | Monte-Carlo Masters  | Clay      | Simone Bolelli | Bob Bryan Mike Bryan       | 6–7(3–7), 1–6         |
| Pierdut  | 2015 | Shanghai Masters     | Hard      | Simone Bolelli | Raven Klaasen Marcelo Melo | 3–6, 3–6              |

## Legături externe
- Materiale media legate de Fabio Fognini la Wikimedia Commons
- Site oficial Arhivat în 14 iunie 2019, la Wayback Machine.
- en Fabio Fognini la Association of Tennis Professionals
- en Fabio Fognini la Olympedia.org